# Сахаров, Борис Сергеевич
Борис Сергеевич Сахаров (1898 — 1970) — старший оперуполномоченный Контрольно-инспекторской группы 6-го Управления НКГБ СССР, генерал-майор (1945).

## Биография
В 1944 старший оперуполномоченный 2-го отделения 2-го отдела 6-го управления НКГБ СССР. В 1945 старший оперуполномоченный Контрольно-инспекторской группы 6-го Управления НКГБ СССР.

### Звания
- 14.03.1940, майор государственной безопасности;[3]
- 28.03.1944, комиссар государственной безопасности;
- 09.07.1945, генерал-майор.[4]